# جیمی سلکرک
جـِیمی سِلکِـرک (انگلیسی: Jamie Selkirk؛ زادهٔ) یک تدوین‌گر و تهیه‌کننده اهل نیوزیلند است.
وی در سال ۲۰۰۳ میلادی، بابت تدوین فیلم « بازگشت پادشاه»، برندهٔ جایزه اسکار بهترین تدوین شد.

## گزیدهٔ آثار
- کینگ کونگ (۲۰۰۵)
- بازگشت پادشاه (۲۰۰۳)
- دو برج (۲۰۰۲)
- ارباب حلقه‌ها: یاران حلقه (۲۰۰۱)
- موجودات آسمانی (۱۹۹۴)
- مخ‌تعطیل (۱۹۹۲)
- دیدار با احمقان (۱۹۸۹)
- بدمزه (۱۹۸۷)